# Osmdesát dopisů
Osmdesát dopisů je český film, celovečerní hraný debut Václava Kadrnky z roku 2011. Světovou premiéru měl 15. února 2011 na Berlinale v sekci Forum. Spolu s filmem Kuky se vrací zvítězil ve Finále v Plzni 23. dubna 2011. Na festivalu v Soluni získal od poroty druhé nejvyšší ocenění, Stříbrného Alexandra, a cenu filmových kritiků FIPRESCI.

## Děj
Film, který má autobiografické prvky, se odehrává v Československu v roce 1987. Vypráví o čtrnáctiletém chlapci, jehož otec emigroval do Anglie a on se se svou matkou pokoušejí odstěhovat za ním.

## Výroba
Film neměl pevně daný scénář a hlavní postavy v něm hrají neherci. Vznikal s nízkým rozpočtem, protože nedostal žádný příspěvek od Státního fondu České republiky pro podporu a rozvoj české kinematografie ani po opakovaných žádostech. Natáčení probíhalo ve Zlíně a bylo dokončeno v březnu 2010. Město Zlín odpustilo filmovému štábu poplatky v celkové výši 45 000 Kč za zábor míst pro natáčení. Ukázky z filmu byly představeny během Festivalu nad řekou v Písku 1. srpna 2010.

## Obsazení
| Zuzana Lapčíková | matka            |
| Martin Pavluš    | syn              |
| Gerald Turner    | Angličan         |
| Andrea Miltner   | Angličanka       |
| Martin Vrtáček   | doktor           |
| Radoslav Šopík   | úředník          |
| František Brezík | muž v čekárně    |
| Vlastimil Homola | vrátný           |
| Hana Březíková   | zdravotní sestra |

## Ocenění
Film získal na Cenách české filmové kritiky 2011 cenu RWE pro objev roku. Nominaci také získal v kategorii nejlepší kamera.

## Recenze
- Zdeněk Holý, Cinepur, 25. dubna 2011
- František Fuka, FFFilm, 20. dubna 2011
- Alena Prokopová, 22. dubna 2011
- Vítek Schmarc, MovieZone.cz, 25. dubna 2011
- Kamil Fila, Aktuálně.cz, 27. dubna 2011
- Jaroslav Sedláček, Kinobox.cz, 24. května 2011   Archivováno 28. 5. 2011 na Wayback Machine.